# 250.
250. je šesto desetletje v 3. stoletju med letoma 250 in 259. 